# Antimoon(III)acetaat
Antimoon(III)acetaat is een anorganische verbinding van antimoon in oxidatietoestand +III, met als formule Sb(CH3COO)3. Het is een coördinatieverbinding met 3 acetaationen. De stof komt voor als een wit poeder, dat goed oplosbaar is in water. Het wordt gebruikt als katalysator bij de productie van synthetische vezels.

## Synthese
Antimoon(III)acetaat wordt bereid door de reactie van antimoon(III)oxide met azijnzuur:
{\displaystyle \mathrm {Sb_{2}O_{3}\ +\ 6\ CH_{3}COOH\longrightarrow \ 2\ Sb(CH_{3}COO)_{3}\ +\ 3\ H_{2}O} }